# Grötmjölktjärnen
Grötmjölktjärnen är en sjö i Älvsbyns kommun i Norrbotten och ingår i Piteälvens huvudavrinningsområde. Grötmjölktjärnen ligger i Piteälven Natura 2000-område.